# چکاوک بال‌سرخ
چکاوک بال‌سرخ (نام علمی: Mirafra hypermetra) نام یک گونه از سرده جل‌ها است.